# タイ商工会議所大学
タイ商工会議所大学（タイ語：มหาวิทยาลัยหอการค้าไทย、英語：University of the Thai Chamber of Commerce、略称：UTCC）は、1940年に設立されたタイ王国バンコク都ディンデーン区に位置する私立大学である。

## 概要
1940年にタイの商工会議所によってビジネス教育を提供することを目的に設立された。1941年に第二次世界大戦で一時閉鎖され、1963年に再開。1970年6月に私立大学法に基づいて正式認定。1984年10月に大学として正式認定。12の学部専攻と大学院がある。
本学と銘伝大学との間で国際経営と国際観光管理の2つの専攻ビジネスプログラムを提供している。また、ニューカッスル大学との間で、留学生がインターナショナル・カレッジUTCCのバンコクキャンパスで英語で提供される学習プログラムを修了することにより、ニューカッスル大学の学位とタイ商工会議所の学位を授与される取り組みが進められている。

## 沿革
- 1940年 タイ商工会議所により設立。
- 1963年 大学再開。
- 1970年6月 タイ私立大学法に基づく正式認定。
- 1973年 現在の場所に移る。
- 1984年10月 大学として正式に認定。
- 2012年 ミャンマー・ヤンゴンに最初のキャンパスを開設。
- 2013年 ミャンマー・マンダレーに2つ目のキャンパスを開設。

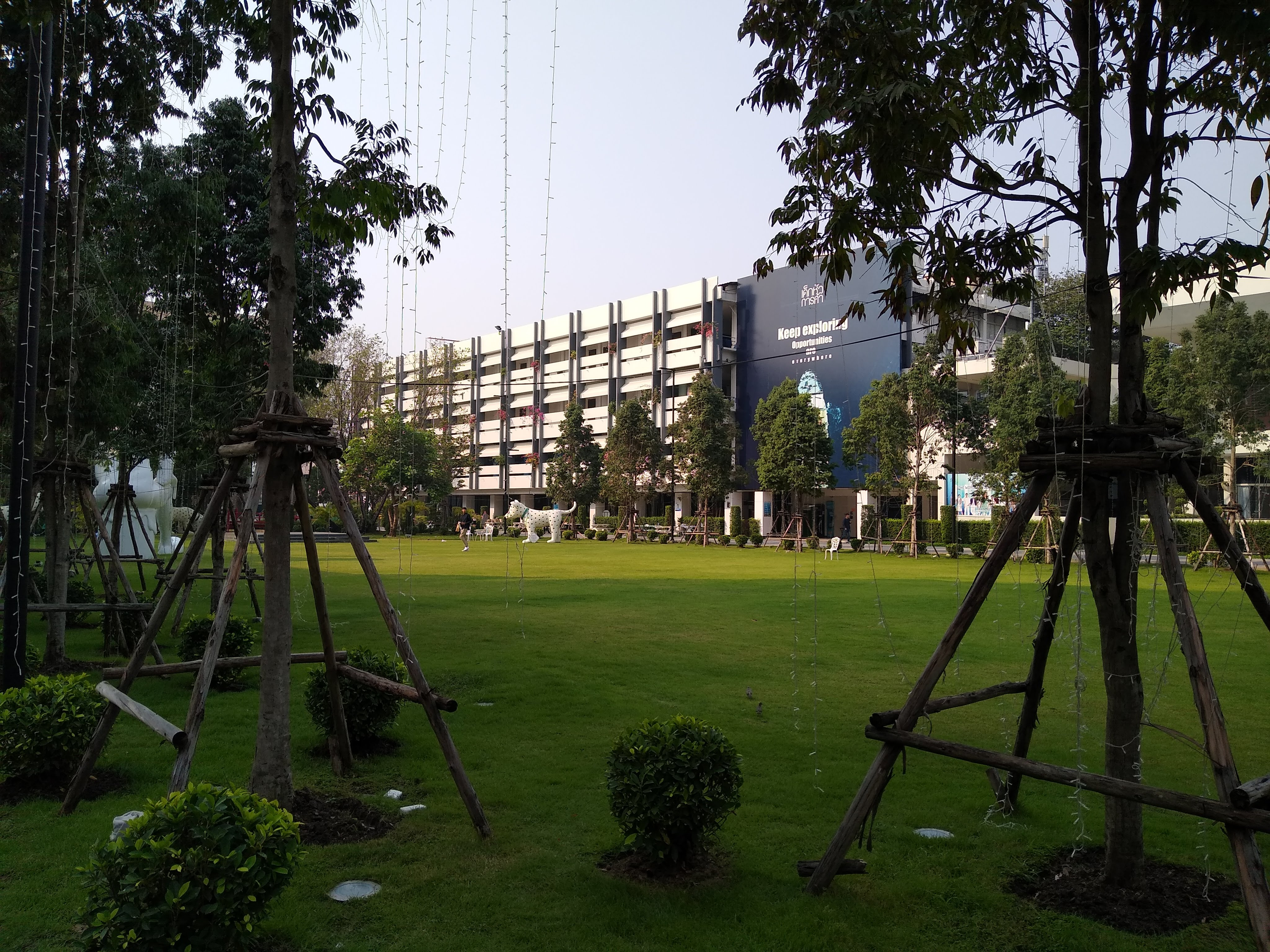
UTCCのキャンパス風景

## 学部
- 経営学部
- 会計学部
- 経済学部
- 人文科学・応用芸術学部
- 理工学部
- コミュニケーション芸術学部
- 工学部
- 観光産業サービス学部
- 法学部
- 幼児教育学部
- 芸術・デザイン・エクステンションスクール学部
- 起業家精神大学
- International School of Management(UTCC-iSM, 国際経営管理経営学士)
  - List of Major Courses
    - Tourist Behaviour and Cross-cultural Communication
    - Accommodation Business Management
    - Airline Business Management
    - Sustainable Tourism Planning and Development
    - Service Psychology
    - Information Technology in Tourism and Hospitality Industry
    - Cruise Business Management

### 大学院
観光産業サービス学部、法学部、幼児教育学部、芸術・デザイン・エクステンションスクール学部の４学部には大学院プログラムがある。

### センター、研究所
- 経済・ビジネス予測センター
- 国際貿易研究センター
- 家族経営研究センター
- ブランド研究研究センター
- アセアンジャーナリズム教育研究センター
- シカゴ大学リサーチセンター タイ商工会議所
- 電子設計コンサルティングセンター
- 物流研究センター
- ASEAN・ラテンアメリカ貿易研究センター
- アカデミックサービスセンター
- エンタープライズインキュベーター

## 卒業生
- ソット・チタラダ

## 対外関係

### 日本における協定校
- 福井大学
- 事業創造大学院大学
- 専修大学
- 活水女子大学
- 学校法人順正学園